# Djurgårdens IF Fotboll 1934/1935
Djurgårdens IF Fotboll spelade i dåvarande Division 2 Östra 1934/1935. Man kom 4:a i serien med ett hemmapubliksnitt på 2411 åskådare.
- Bäste målskytt blev Herman Nordgren med 9 mål.